# لورا ألونسو
لورا ألونسو (بالإسبانية: Laura Alonso Padín) هي مغنية أوبرا إسبانية، ولدت في 2 يناير 1976 في فياغارثيا دي أروسا في إسبانيا.

## وصلات خارجية
- الموقع الرسمي